# تت موملی (آریزونا)
تت موملی (به انگلیسی: Tat Momoli) یک منطقهٔ مسکونی در ایالات متحده آمریکا است که در آریزونا واقع شده‌است. تت موملی ۲٫۴۱ کیلومتر مربع مساحت و ۱۱۷٬۵۱۷ نفر جمعیت دارد.